# Кривий Ріг-Сортувальний
Криви́й Ріг-Сортува́льний — сортувальна залізнична станція 1-го класу Криворізької дирекції Придніпровської залізниці на лінії Верхівцеве — Кривий Ріг-Головний між станціями Пічугіно (7 км) та Кривий Ріг-Головний (9 км). Розташована на сході міста Кривий Ріг Дніпропетровської області.
Має сучасну мережу колій, обладнана надійною системою безпеки руху.

## Історія
Відкрита у 1895 році як роз'їзд. Невдовзі набула статусу станції для перевезення залізної руди. Формуються вантажні ешелони з гірничою сировиною. У 1979 році станція  отримала сучасну назву.

## Пасажирське сполучення
На станції зупиняються приміські електропоїзди сполученням Дніпро — Кривий Ріг.
Каса з продажу квитків на поїзди приміського сполучення не працює.